# Klausen-Synagoge (Prag)

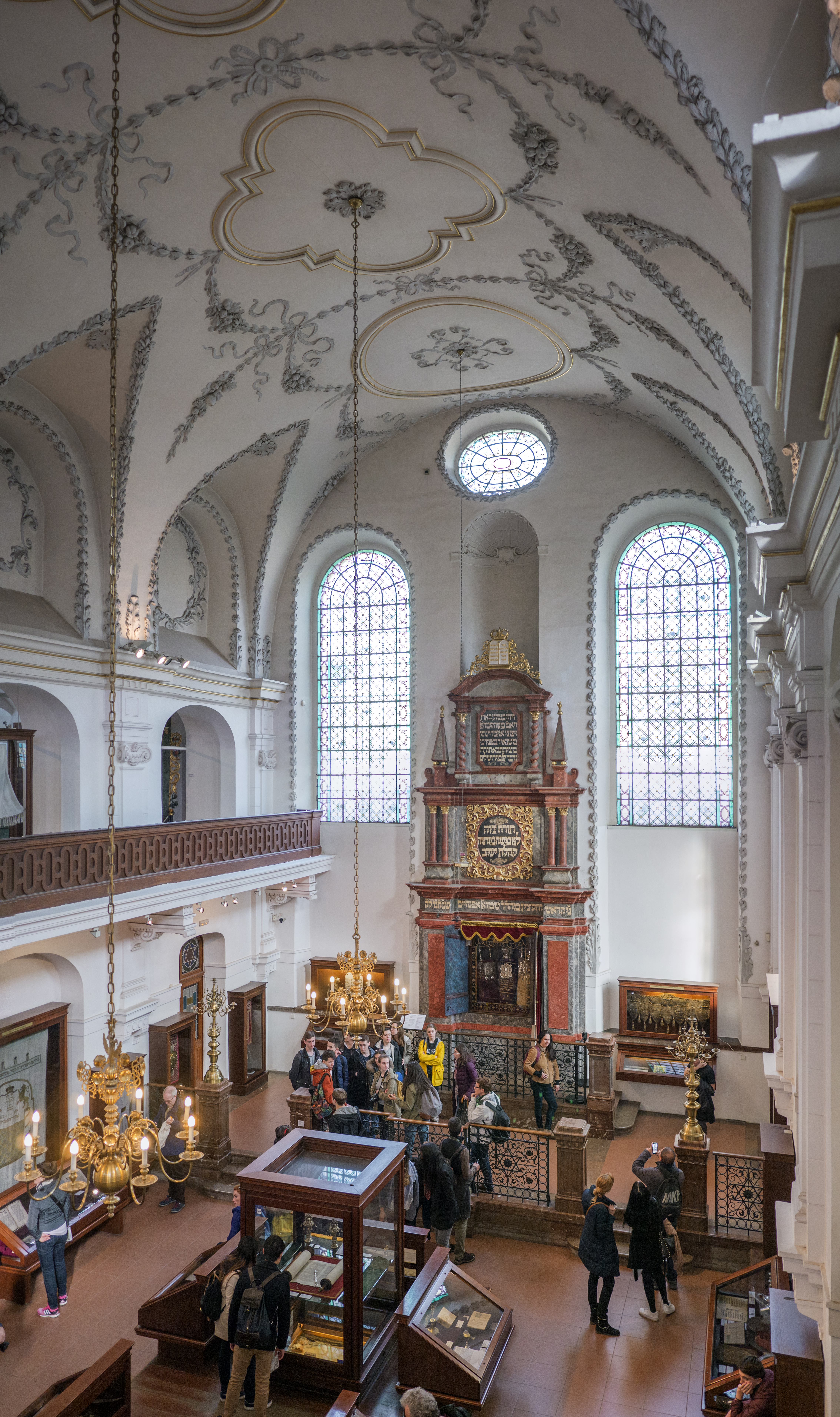
Die Klausen-Synagoge innen

Die Klausen-Synagoge ist eine profanierte Synagoge im seinerzeitigen Judenviertel Josefstadt in Prag. Sie steht direkt neben dem Alten Jüdischen Friedhof an der Adresse U Starého hřbitova 3a.

## Geschichte
Am Rande des jüdischen Friedhofes hatte Mordechai Maisel einige Klausen gegründet, die zwei Synagogen und eine Talmudschule des berühmten Rabbi Löw enthielten. 1689 brannte die gesamte Judenstadt ab und damit auch die Klausen. An ihrer Stelle wurde auf Betreiben des Synagogenvorstehers Shalom Kohen die Klausen-Synagoge in barockem Stil errichtet und 1694 fertiggestellt. Sie war die größte Synagoge Prags. Etwa zur gleichen Zeit entstanden auch drei weitere Synagogen, die Neue Synagoge, die Zigeunersynagoge und die Großenhof-Synagoge, die aber alle während der Assanierung der Judenstadt Ende des 19. Jahrhunderts abgerissen wurden. Somit vermittelt nur mehr die Klausen-Synagoge einen Eindruck der zur Barockzeit errichteten Gotteshäuser.
Die Klausen-Synagoge war eine der beiden Hauptsynagoge der Prager Judengemeinde und diente auch der Prager Beerdigungsbruderschaft. Mehrere bedeutende Vorstände der Prager Gemeinde wirkten an ihr als Rabbiner, so Eleasar Fleckeles, Samuel Kauder, Efraim Teweles und Baruch Jeitteles.
1883/84 wurde die Synagoge durch den Architekten Bedřich Münzberger renoviert und im Westen um ein Joch verlängert sowie mit einer breiten Frauenempore versehen. Die Glasfenster stammen ebenfalls aus dieser Zeit, wie auch die heutige Fassadengestaltung.
Während des Zweiten Weltkrieges wurde die Inneneinrichtung der Klausen-Synagoge zerstört und das Haus selbst diente als Lagerraum des Jüdischen Zentralmuseums, einer Sammlung von jüdischen Kultgegenständen durch die SS. 
Bereits 1946 richteten hier Überlebende der Shoa eine Ausstellung über jüdische religiöse Feste und Gebräuche ein. Renovierungen fanden 1960, 1979 bis 1981 und zuletzt 1995/96 statt. 1984 änderte man die Ausstellung und zeigte hebräische Handschriften und alte Drucke, seit 1997 die neue Ausstellung über jüdische Festtage und Traditionen.

## Baubeschreibung

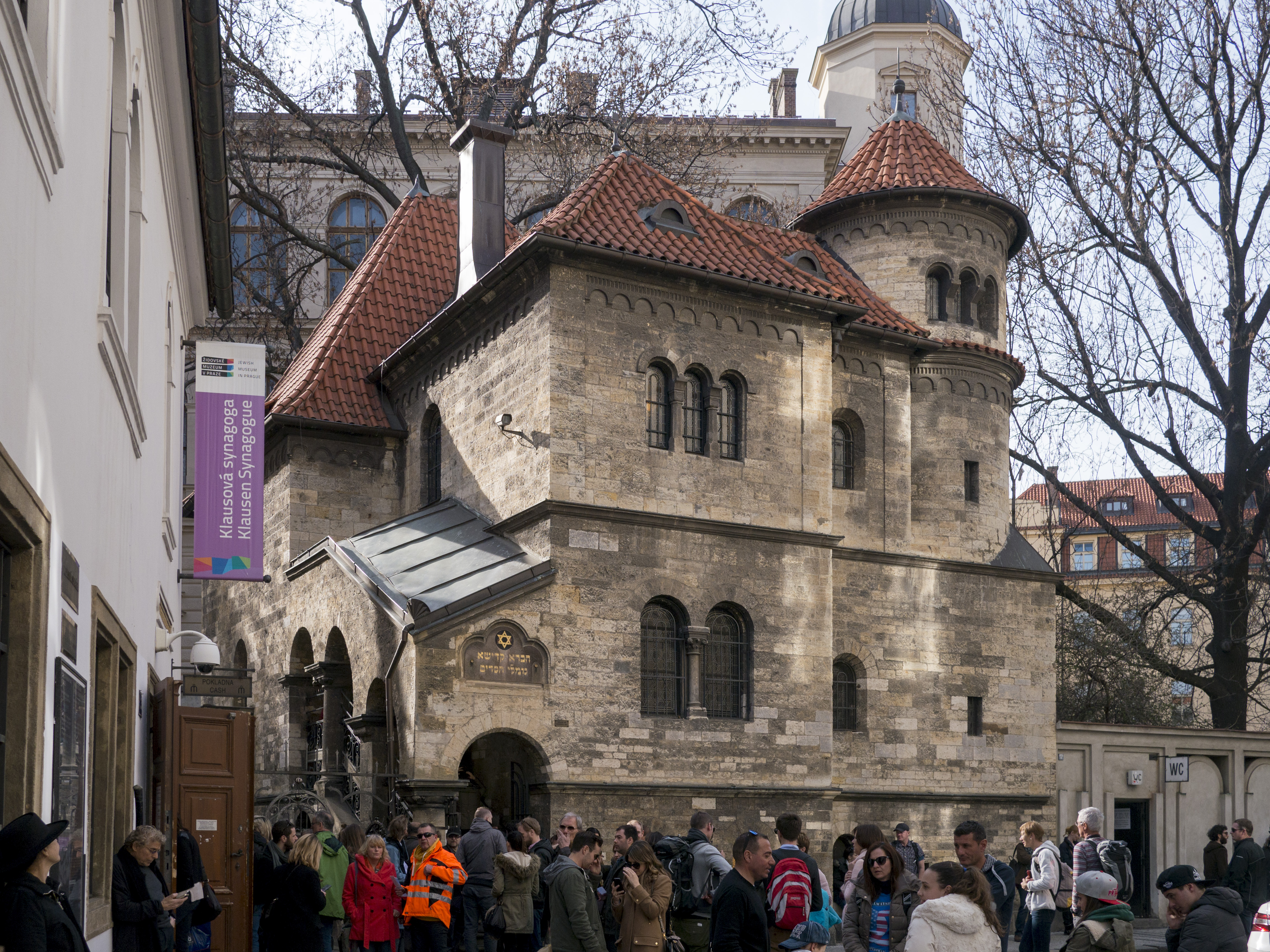
Die zugehörige Zeremonienhalle

Bei der Klausen-Synagoge handelt es sich um die größte Synagoge Prags. Sie besteht aus einem weitläufigen barocken Saal mit Tonnengewölbe, in das vier Stichkappenpaare einschneiden. Auf der dem Friedhof zugewandten Seite befinden sich diesen entsprechend zwei Reihen halbrund eingewölbter Fenster. Das Gewölbe ist reich mit frühbarockem Stuckdekor versehen, das aus Akanthusblättern, Fruchtgirlanden und Bändern besteht. Die Wände gliedern Pilaster, über deren gekröpftem Gebälk ein stark auskragendes Gesims verläuft. An der nördlichen Seite befindet sich ein Anbau mit einer Frauenempore.
Der Toraschrein stammt aus dem Jahr 1696 und wurde auf Kosten von Samuel Oppenheim aus Wien errichtet. Er ist dreiteilig und mit Holz und künstlichem Marmor angefertigt. Ursprünglich befand sich in der Mitte des Raumes eine große längliche Bima, die an den Wänden entlang von Bänken gesäumt war. Heute befinden sich hier Vitrinen des Museums mit den entsprechenden Exponaten. Im Vorraum ist eine barocke muschelförmige Spendenkasse zu sehen.